# 小泉城
小泉城（こいずみじょう）、または富岡城（とみおかじょう）は、群馬県邑楽郡大泉町にあった日本の城。築城は、延徳元年（1489年）。現在は城跡に曲輪と内堀、外堀の一部および土塁が残っており、城之内公園（しろのうちこうえん）として整備されている。大泉町指定史跡。

## 歴史・沿革
結城合戦で敗れた結城持朝の息子の持光（後の富岡主税介直光）が、後に足利成氏から邑楽郡に所領を与えられて延徳元年（1489年）に築城した富岡城が後に小泉城と呼ばれるようになったと言われている。
その後、富岡一族は古河公方や上杉謙信、後北条氏などの勢力下で活躍し、富岡氏から小泉氏が分かれる。しかし、天正18年（1590年）、豊臣秀吉の関東攻めの際、家臣浅野長政らに攻められて落城し、廃城になった。なお、残っている外堀と内堀の間には「庚申」と彫られた楕円形の石柱を数十基以上見ることができるが、これは庚申信仰が盛んだった江戸時代のものと考えられている。
現在では、残っている内堀・外堀ともに、堀はすべて護岸工事されている。「庚申」と彫られた楕円形の石柱が多数存在するのは、忠霊塔の西側である。内堀の東側には公園が配置されており、城之内公園と呼ばれている。
また、城内には、古墳時代の古墳（城之内古墳）が移築復元されており、城跡はこの古墳を含めて「小泉城跡（富岡城跡）附、城之内古墳（復元）」の名称で大泉町指定史跡に指定されている。

## 構造

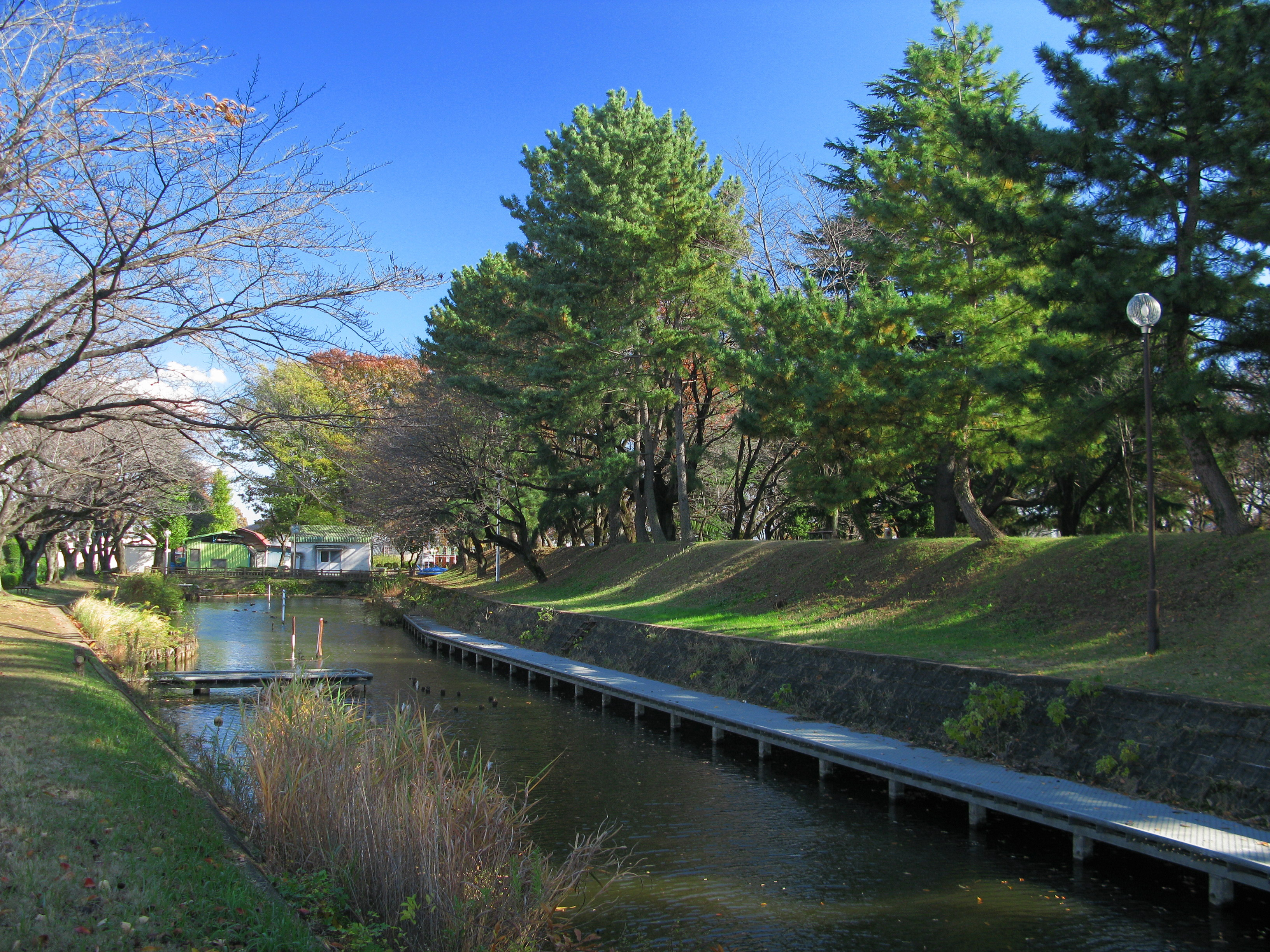
小泉城外堀（2012年11月）

大泉町には山がなく、比較的標高の高い33メートルの台地に造られた平城である。
戦国時代末期、後北条氏の傘下の時代に改築された城の遺構が現在残っているものである。本丸の北東側や南西側の隅に2層から3層程度の隅櫓があったとも伝えられ、その場所は土が盛られて一段高くなっている。

## 画像

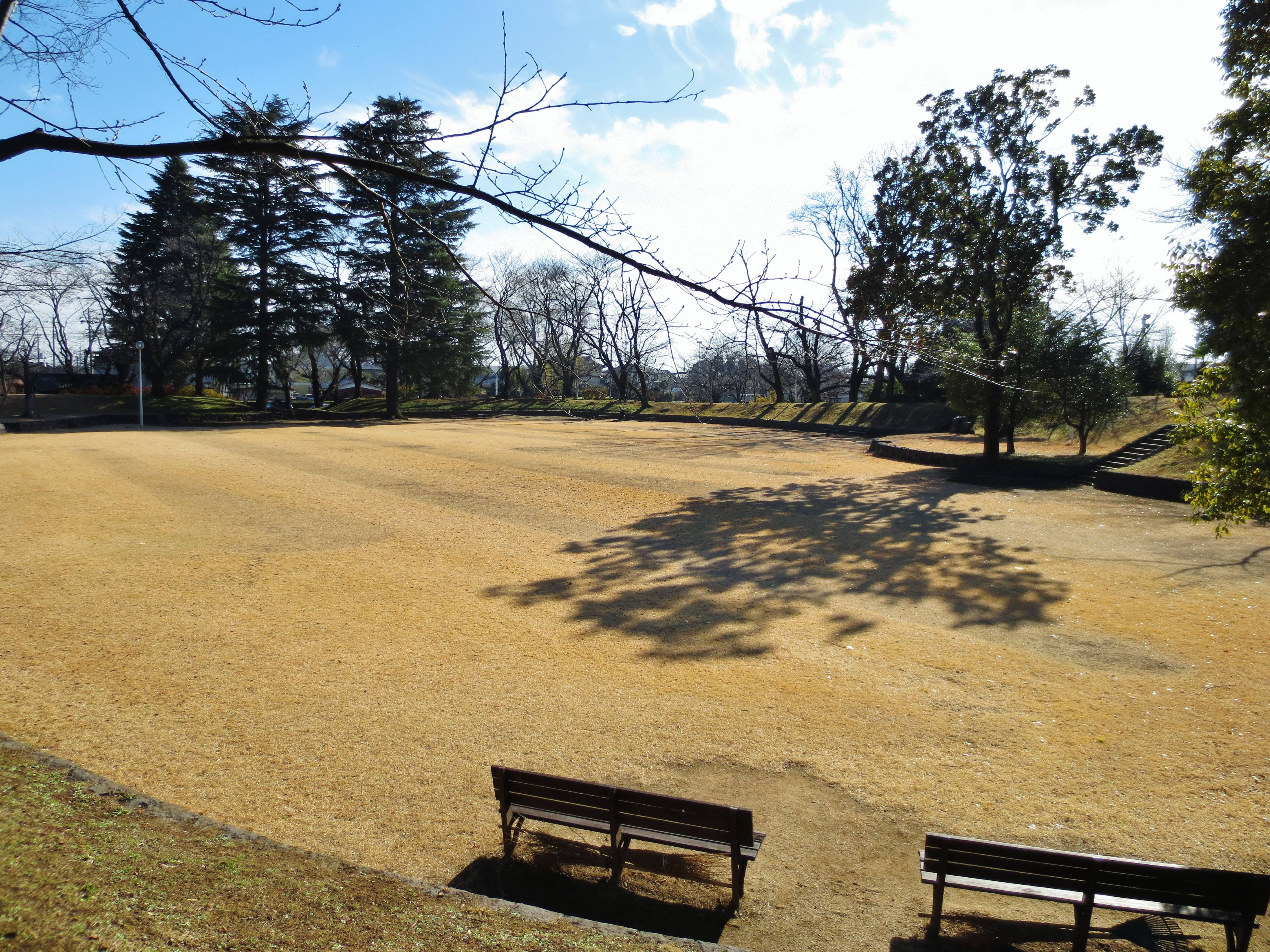
本丸跡
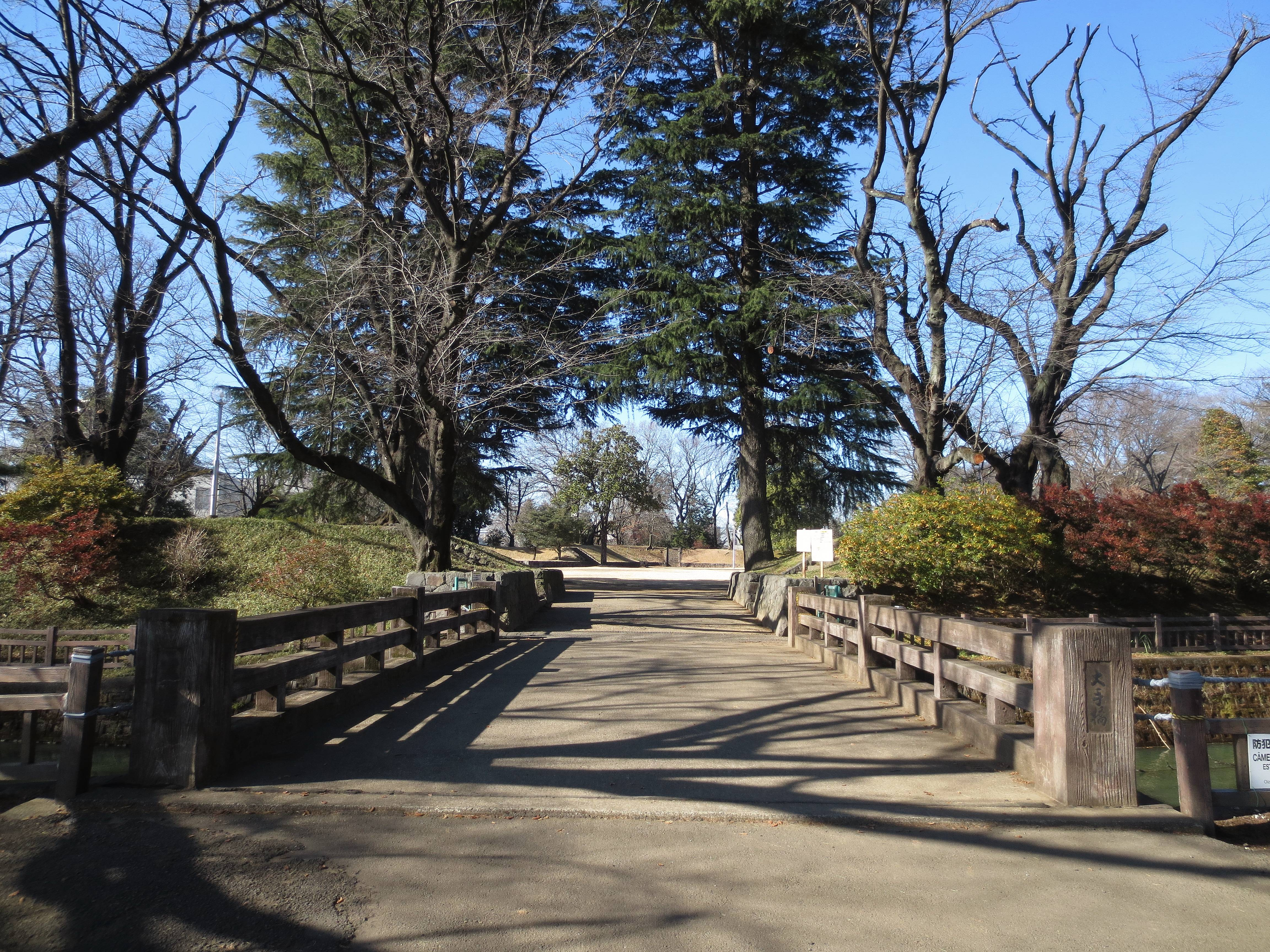
内堀に架かる大手橋
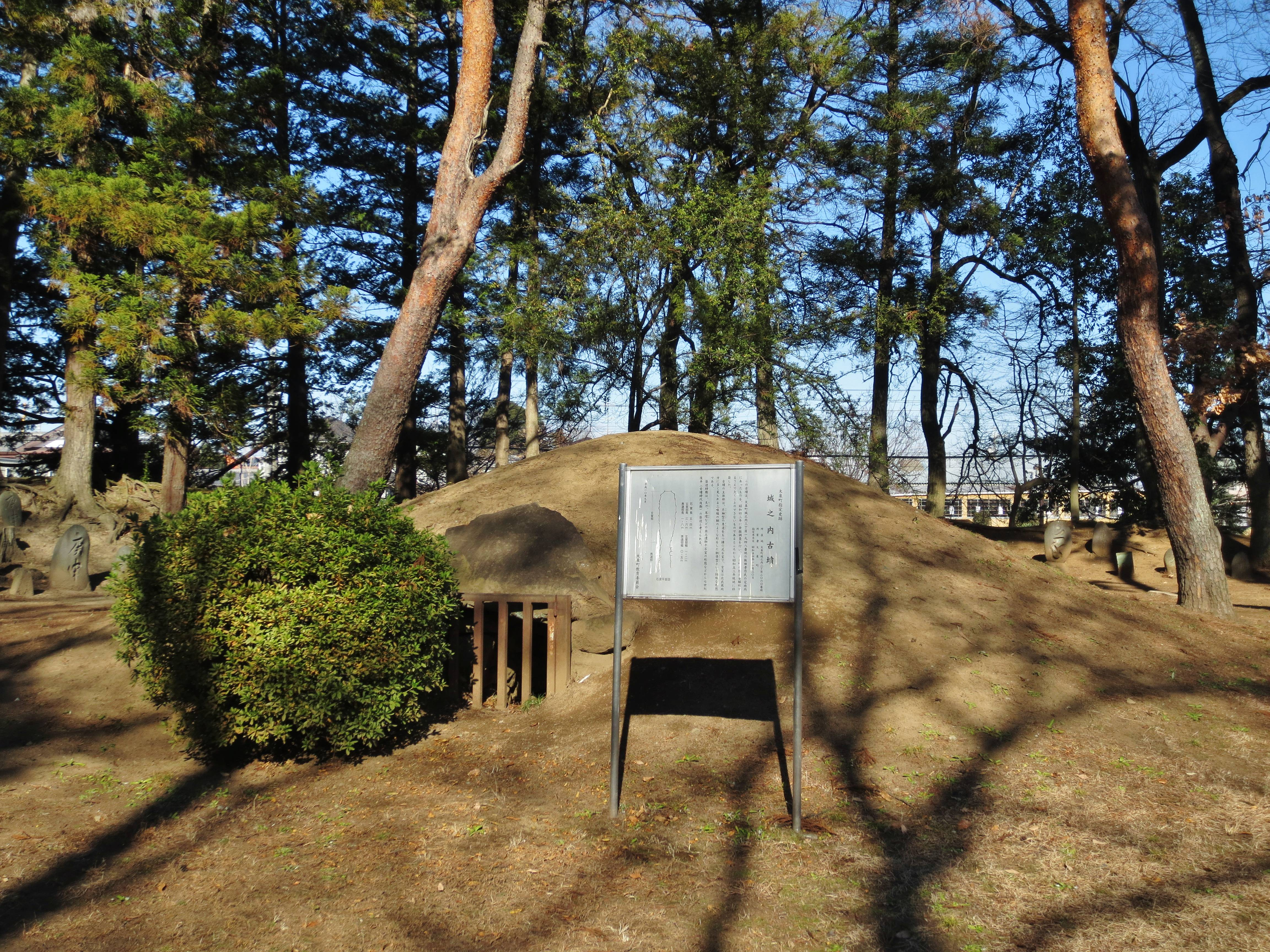
城之内古墳
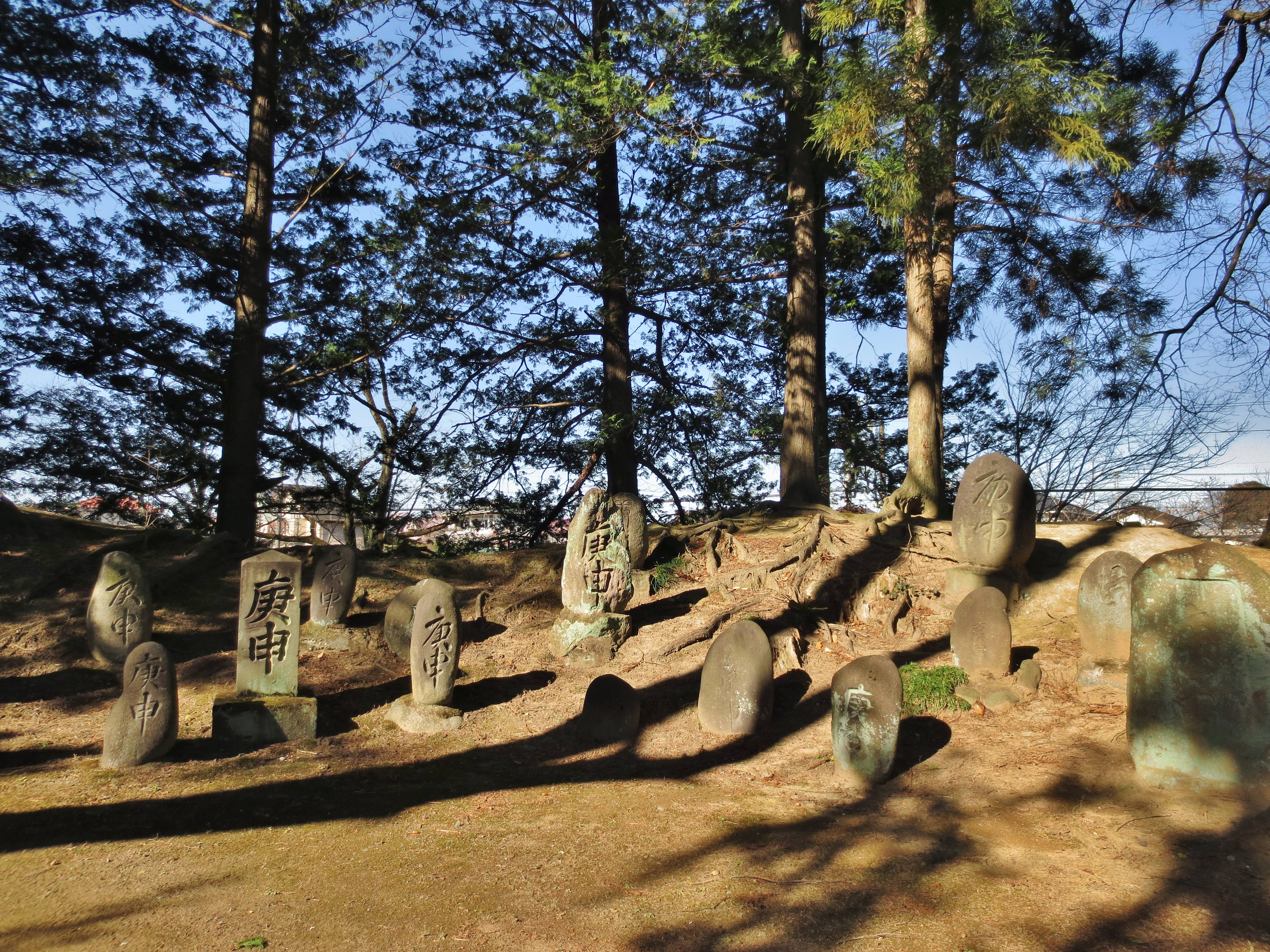
庚申塔群
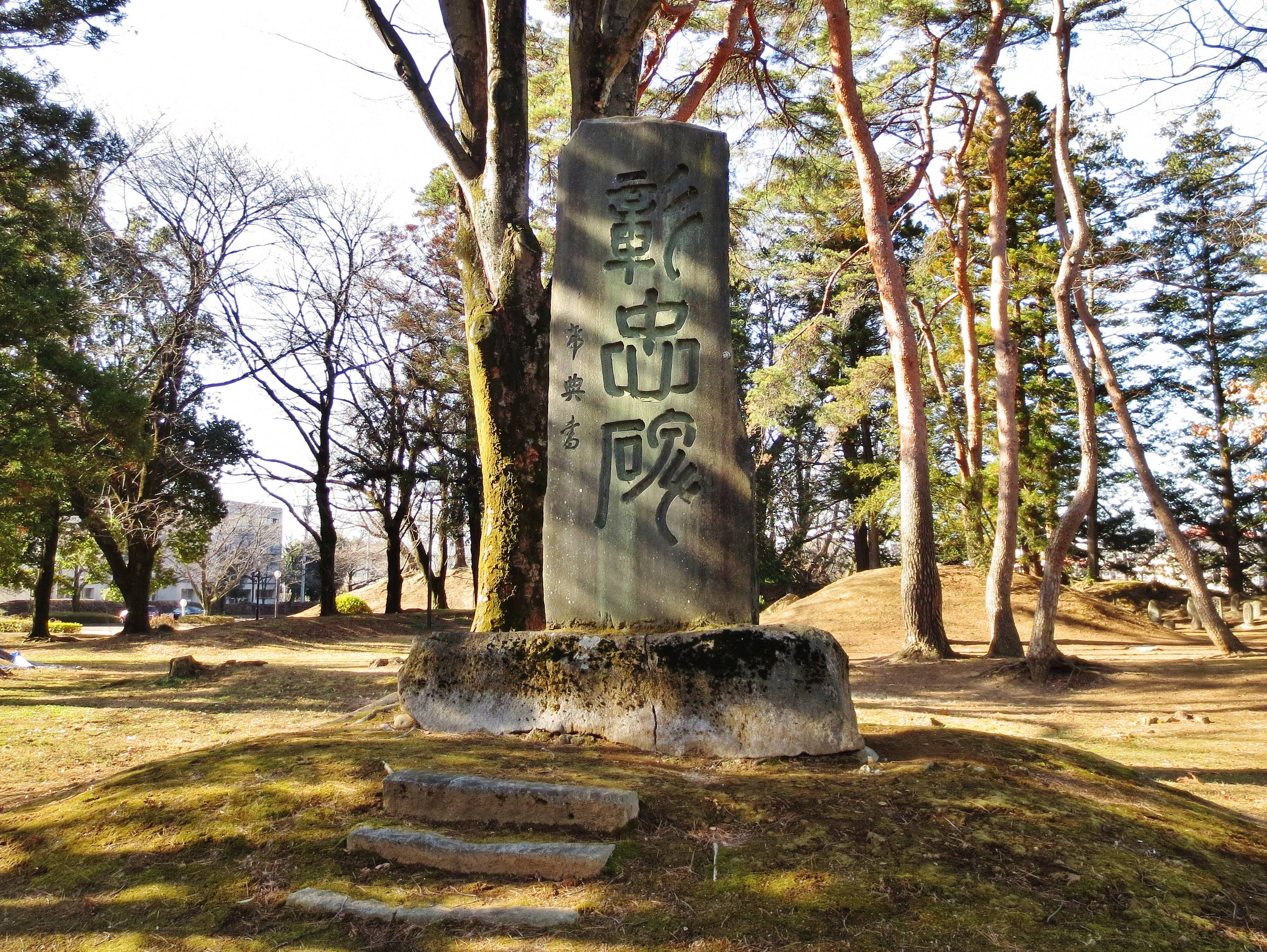
彰忠碑
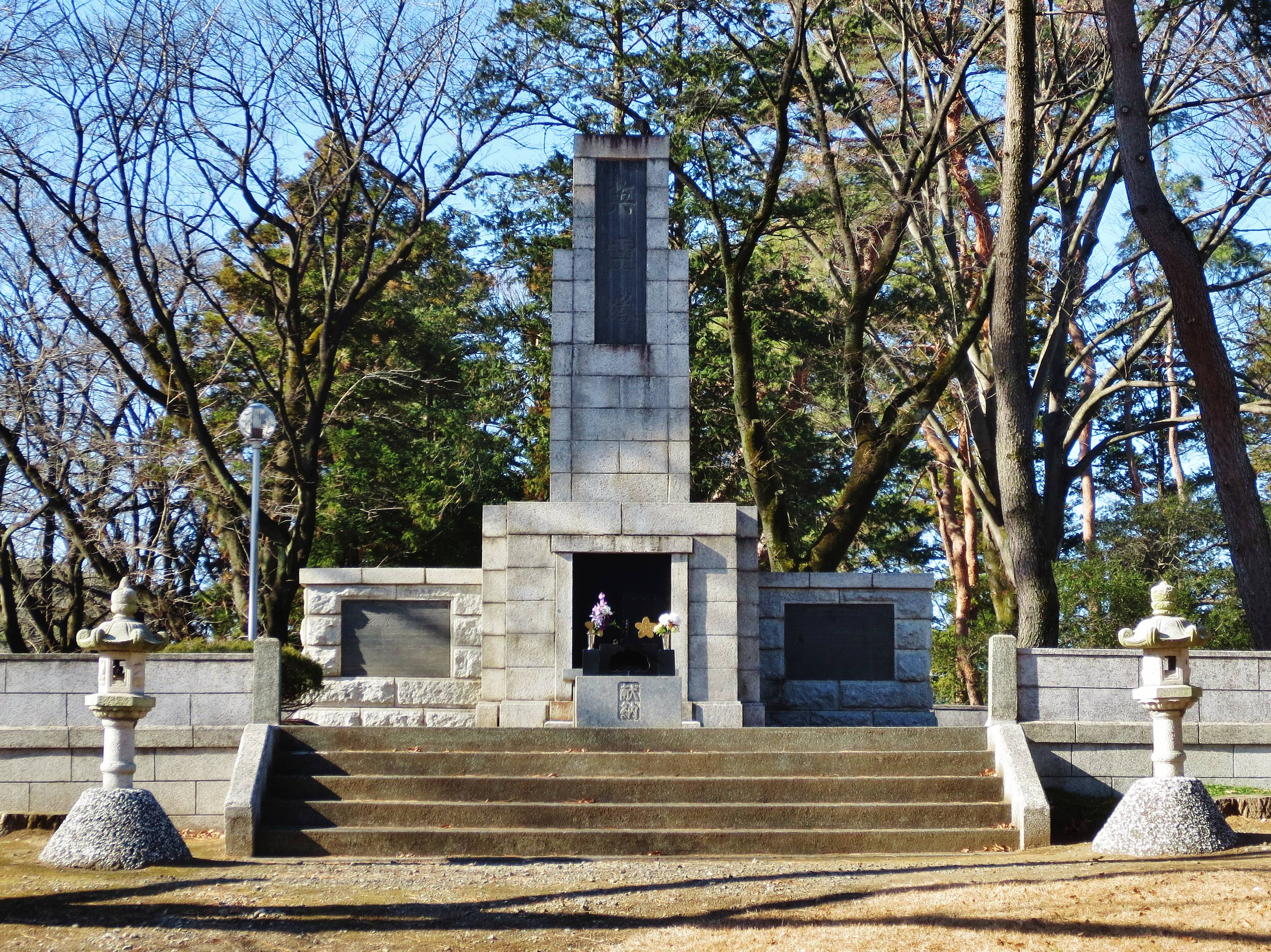
英霊塔
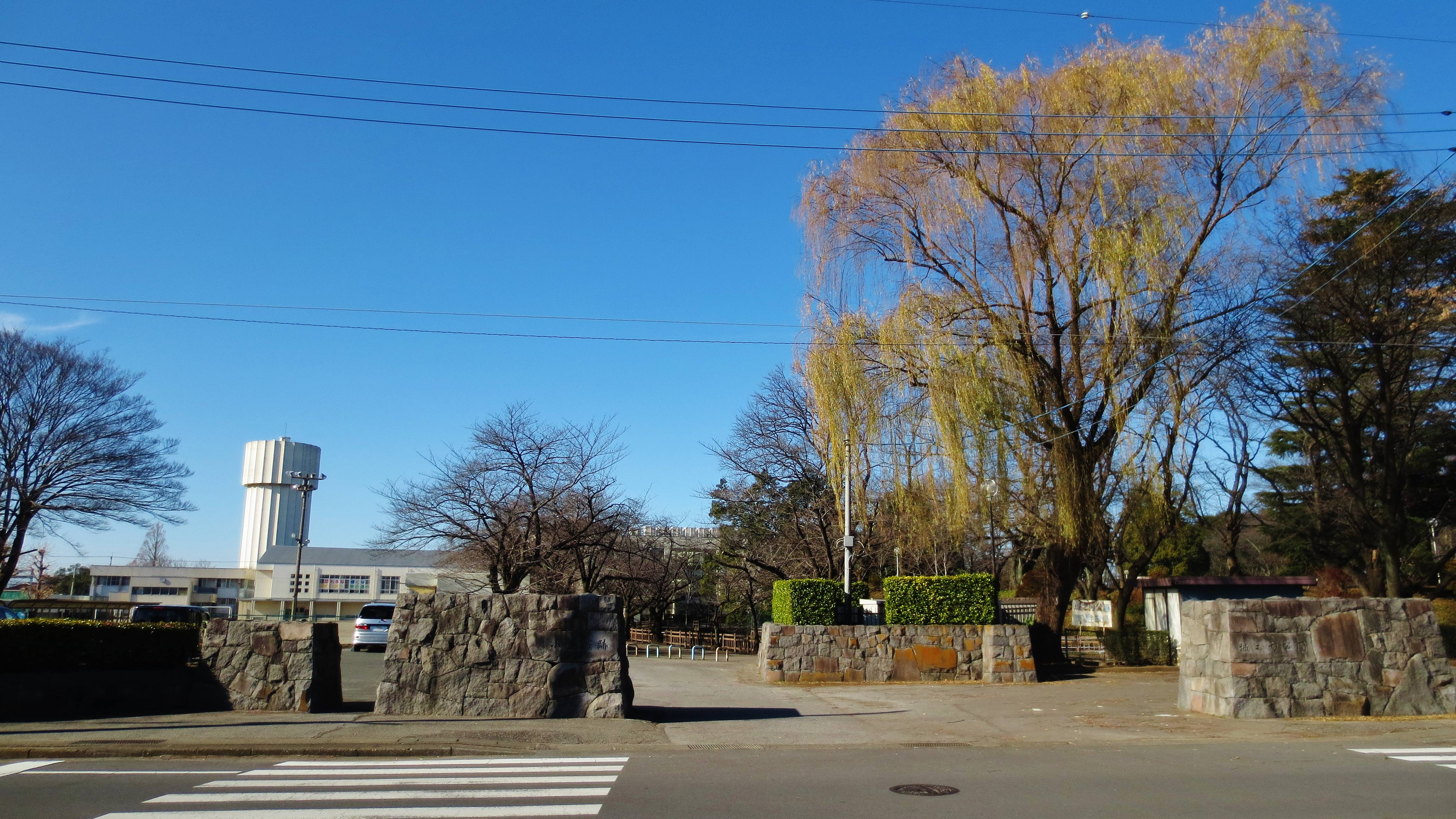
公園西側出入口